# Zaha-Hadid-Haus

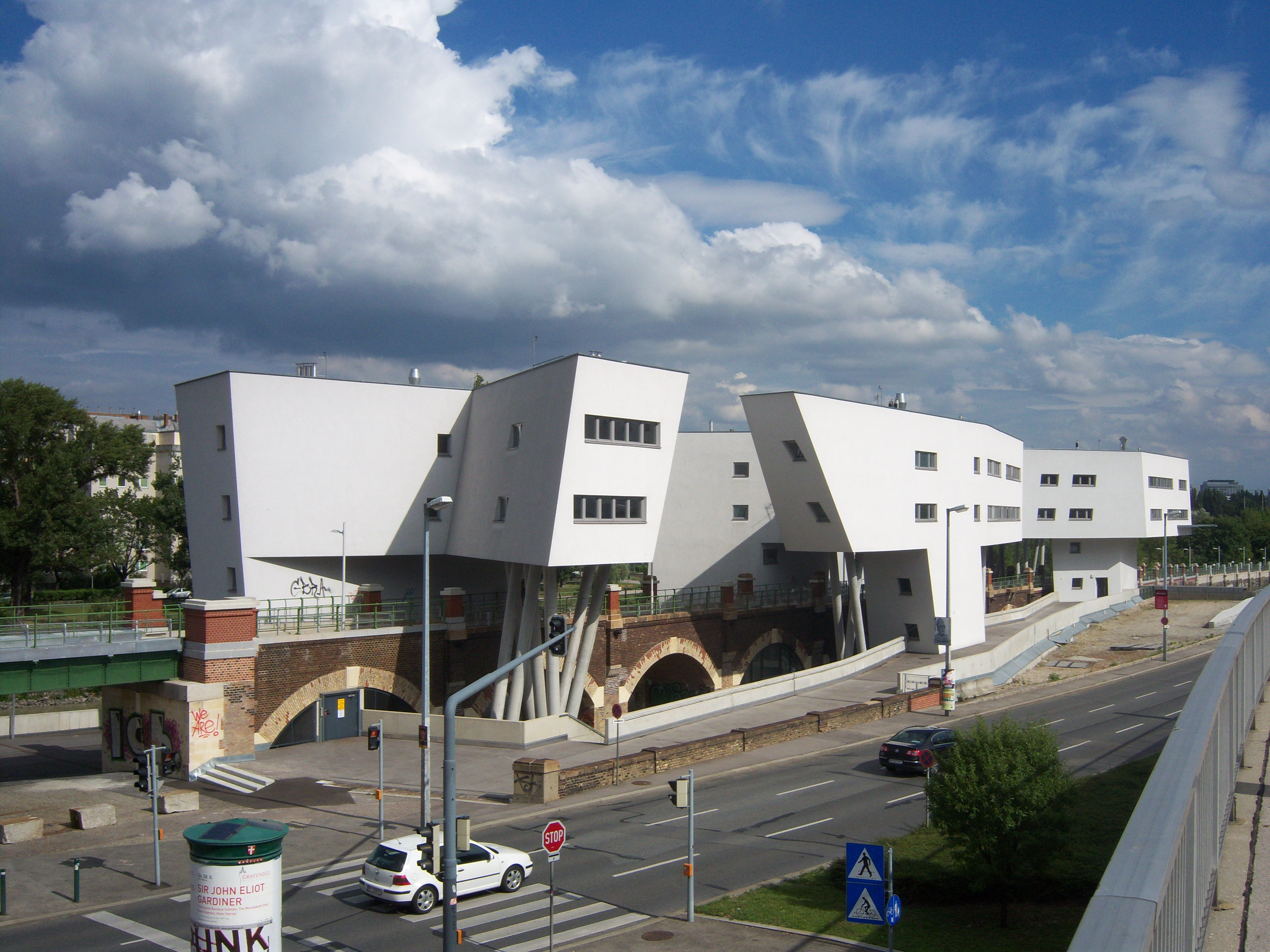
Zaha-Hadid-Haus (Juli 2008)

Zaha-Hadid-Haus von der Spittelauer Lände aus (Juli 2007)

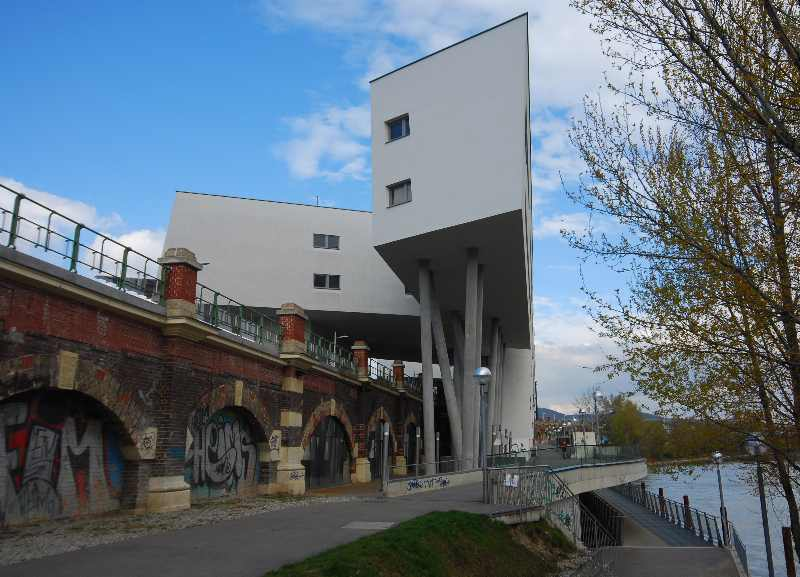
Zaha-Hadid-Haus von Süden her (Mai 2008)

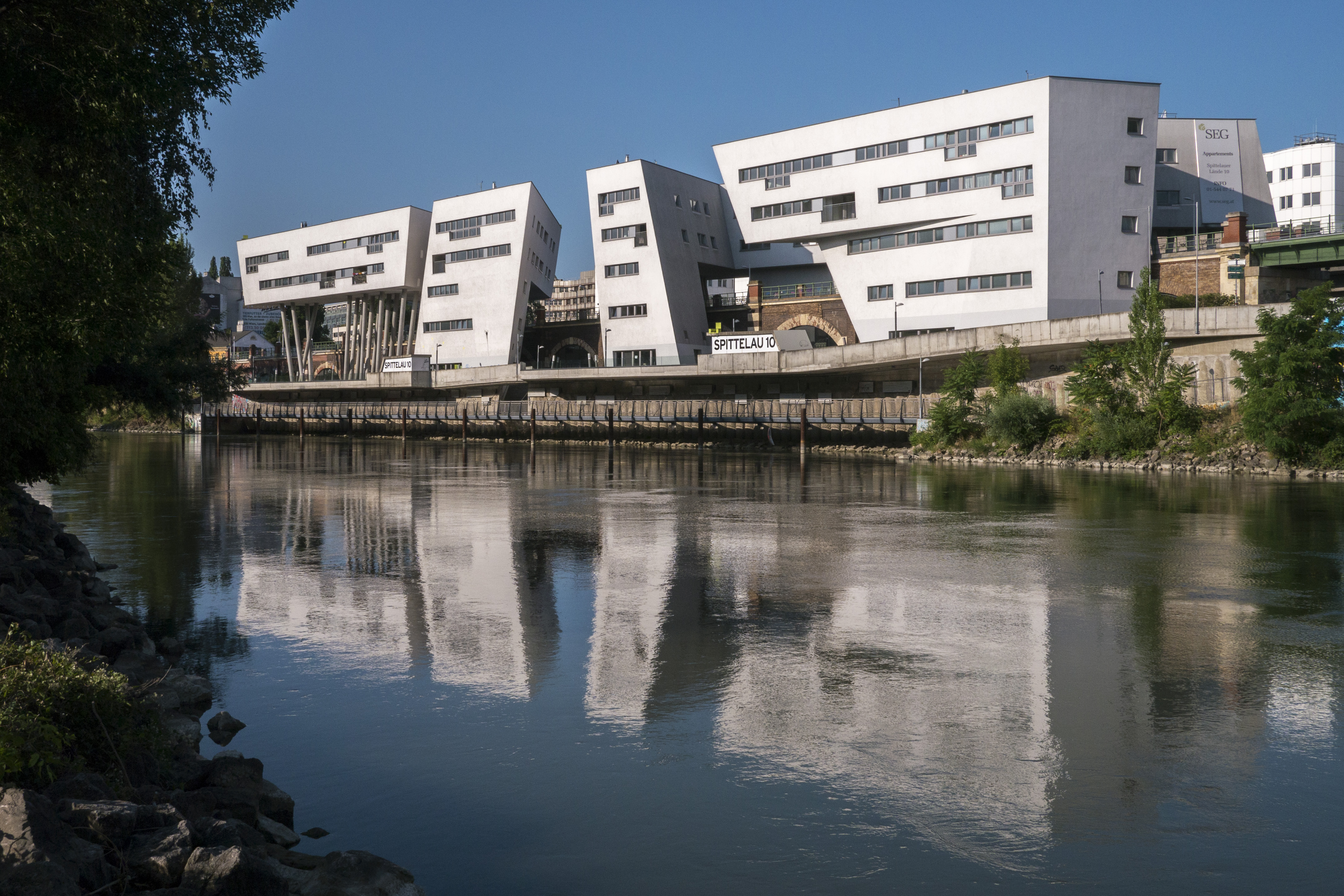
Zaha-Hadid-Haus von der Brigittenau aus (Juli 2015)

Das Zaha-Hadid-Haus, auch Zaha-Hadid-Bau genannt, ist eine von der Architektin Zaha Hadid (1950–2016) entworfene dreiteilige Wohnanlage an der Spittelauer Lände 10 im 9. Wiener Gemeindebezirk Alsergrund. Die denkmalgeschützte Stadtbahn-Architektur Otto Wagners, zuletzt Teil der Wiener U-Bahn, wird an dieser Stelle wegen einer Änderung der Linienführung nicht mehr für den Schienenverkehr benutzt, so dass im Erdgeschoß beziehungsweise in den überbauten Stadtbahnbögen eine wirtschaftliche Nutzung (zwei Café-Restaurants und vier Ladengeschäfte) vorgesehen ist.

## Erwartungen
Das Wohngebäude wurde von den Medien mangels eines offiziellen Namens Zaha-Hadid-Haus oder Zaha-Hadid-Bau genannt. Die zuständigen Politiker hatten damit die Hoffnung verknüpft, den Donaukanalbereich in diesem Abschnitt attraktiver zu machen. Durch die Schaffung von Wohnraum und Lokalen in der Nähe der Wirtschaftsuniversität sollte sich hier eine neue „Szene“ entwickeln.

## Geschichte
Im Rahmen der Erstellung des „Leitprojekts Donaukanal“ zur Neugestaltung und Attraktivierung des Donaukanalufers wurde unter anderem Zaha Hadid von Hannes Swoboda (damals Planungsstadtrat) und Michael Häupl (damals Umweltstadtrat, später Bürgermeister von Wien) zur Mitarbeit eingeladen. Sie sollte ein Projekt für den Raum Spittelauer Lände entwickeln.
Die Stadterneuerungs- und Eigentumswohnungs Ges.m.b.H. SEG trat als Bauträger in Erscheinung und konkretisierte gemeinsam mit der Architektin das Projekt, das diese im Rahmen einer Ausstellung in der Galerie Insam bis Jänner 1995 präsentierte.
Zu diesem Zeitpunkt sah das Projekt fünf Baukörper vor. Diese hatten die Gestalt gekippter und gewundener Bänder, die sich über der unter Denkmalschutz stehenden Trasse der Stadtbahn zwischen der Uferkante des Donaukanals und der Spittelauer Lände erstreckten. Der Neubau sollte vor allem für Wohnungen genutzt werden, während die Stadtbahnbögen Geschäften und Lokalen vorbehalten sein sollten.
1996 wurde für das südlich der Müllverbrennungsanlage Spittelau gelegene Areal ein neuer Flächenwidmungs- und Bebauungsplan beschlossen. Vorgesehen waren drei Baukörper mit 15 Eigentumswohnungen – teilweise gefördert – und 18 geförderte Miet-Appartements über der Strecke der U4 und dem Verbindungsbogen, der früher die Stationen Friedensbrücke und Nußdorfer Straße verband, mit Geschäften, Ateliers, Gastronomiebetrieben, Büros und 25 Wohnungen.
Im März 2004 wurde mit den Bauarbeiten begonnen, die 2005 abgeschlossen wurden. Die Baukosten beliefen sich auf fast 10 Millionen Euro; 2 Mio. € trug die Stadt Wien. Doch trotz des großen Namens der Architektin wurde der Bau kein Erfolg. Die Mieter zogen bald wieder aus und für die Geschäftslokale fanden sich keine Betreiber. Dass 2006 die SEG in Konkurs ging, erschwerte die Vermarktung zusätzlich. Am 31. Oktober 2007 lief der letzte Mietvertrag aus.
Der Masseverwalter der SEG versuchte zunächst, das Wohnhaus zu verkaufen. Im März 2008 kam vorübergehend die Überlegung auf, die von Pfarrer Wolfgang Pucher gegründete Notschlafstelle für Obdachlose am Alsergrund Vinzibett in den Zaha-Hadid-Bau zu übersiedeln, da diese ihren bisherigen Standort verlassen musste.
Konzipiert war der Bau vor allem für Mieter, die zahlungskräftig waren und die teilmöblierten Wohnungen nur relativ kurze Zeit benötigten, da nur Mietverträge mit einer Laufzeit von sechs Monaten bis zwei Jahren vorgesehen waren.
Die Lage am Donaukanal und nahe an der Wirtschaftsuniversität schien ursprünglich vielversprechend, trotz der unmittelbaren Nachbarschaft zur Müllverbrennungsanlage und der am Haus vorbeiführenden Spittelauer Lände, einer der Haupteinfallsstraßen Wiens. Doch die Stadt setzte eine Änderung der ursprünglichen Planung durch, aus den Eigentumswohnungen in zuvor fünf Gebäuden sollten nun befristete Mietwohnungen in drei Gebäuden werden. Schließlich widmete die SEG die Anlage für Studierende um und arbeitete zwecks befristeter Vermietung mit internationalen Studentenvereinigungen zusammen, so dass im Dezember 2008 alle Wohnungen vermietet werden konnten. Hadid kritisierte die Änderungen (Verkleinerung der Fenster, Gebäude-Stützen, PVC-Böden) und distanzierte sich von dem Ergebnis. MAK-Direktor Peter Noever beklagte eine „Verwässerung“ der Planung Hadids.
Seit Juni 2018 ist das Haus im Besitz der Baufirma SEG, die darin ihren Hauptsitz hat. Seit einem Erbrechtsstreit im Jahr 2015 ist dieser jedoch verwaist. Die meisten Mieter sind ausgezogen, mangelnde Nahversorgung wird beklagt. Im untersten Bereich tragen Wände und Fenster Graffiti. Laut orf.at wurde das Haus zum „Geisterhaus“.

2020 kommt es – wieder unter einem neuen Eigentümer, Martin Mayrhofer – zu einem erneuten Belebungsversuch. Im Zuge dessen wird das durch illegalen Graffiti verunstaltete Haus mit einer großflächigen Graffitikunst und einer Schutzschicht zur leichteren Entfernung illegaler Schmierereien überzogen. Von Mayrhofer geplant ist ein neuer Hotspot für "Co-Living" – für Studenten und Touristen. Die bisher leer stehenden 700 m² Gewerbe- und Büroflächen sollen nun auch erfolgreich vermietet werden.

Zaha-Hadid-Haus im Jahr 2020 mit Graffiti-Kunst
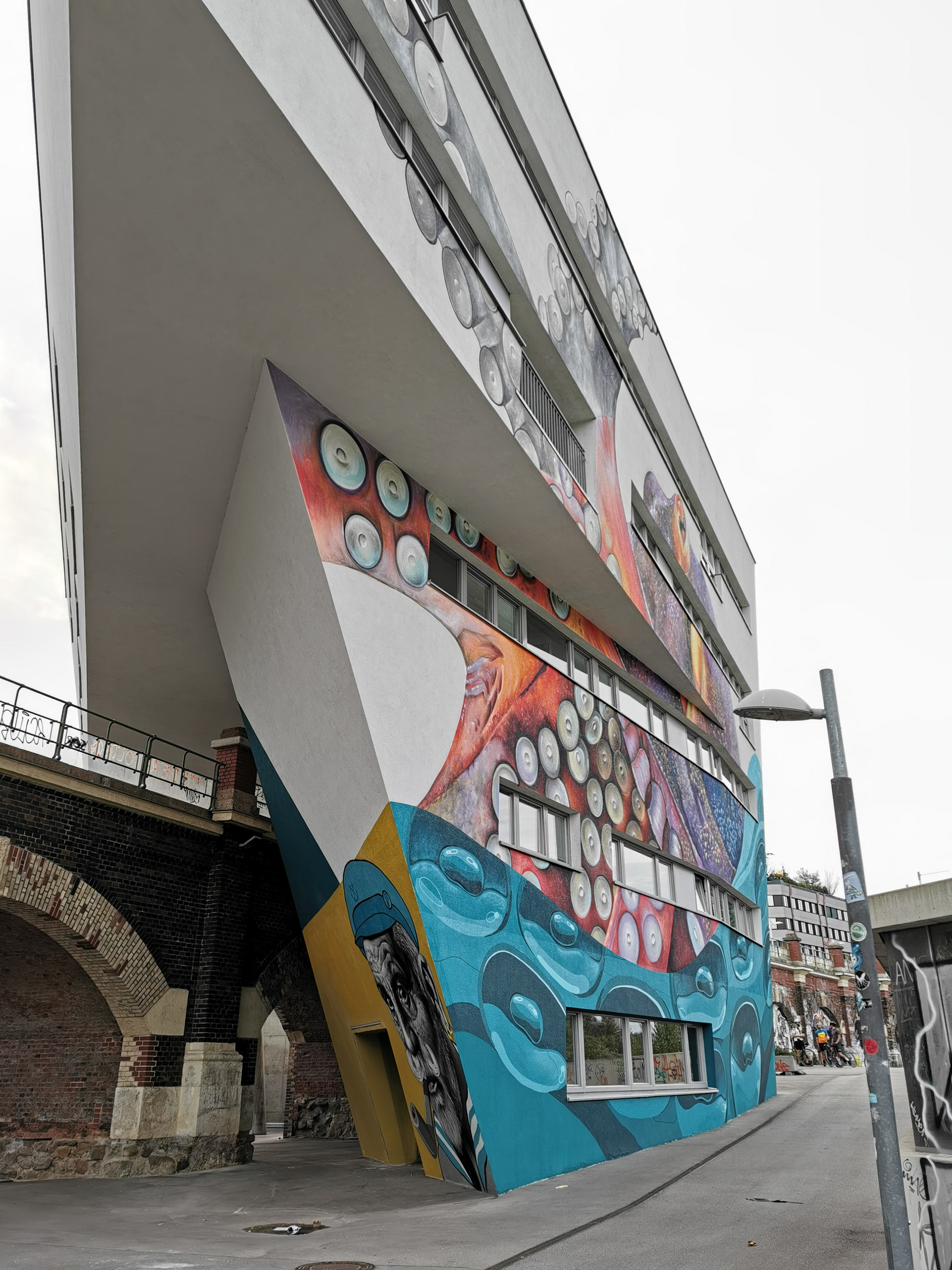
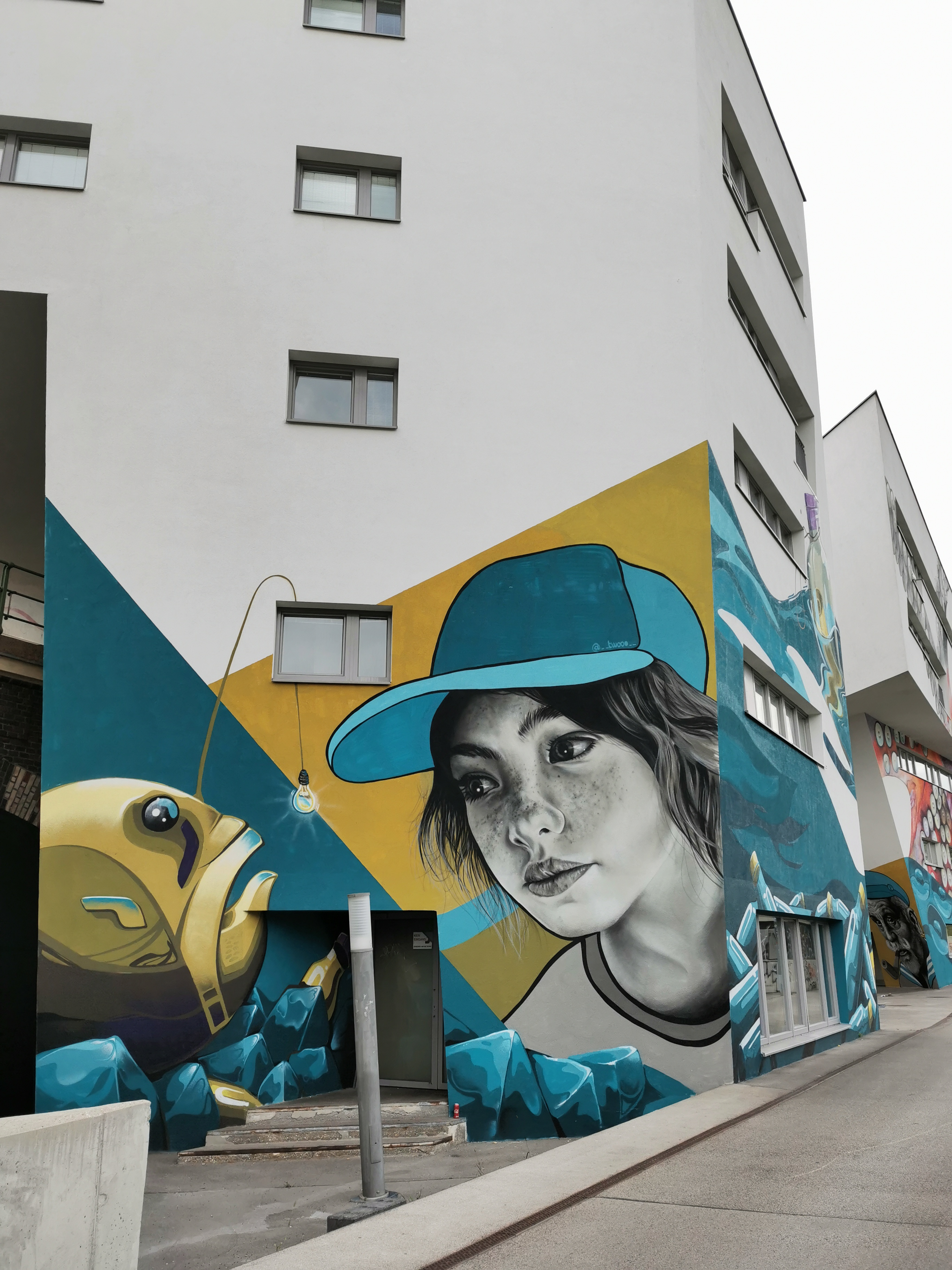
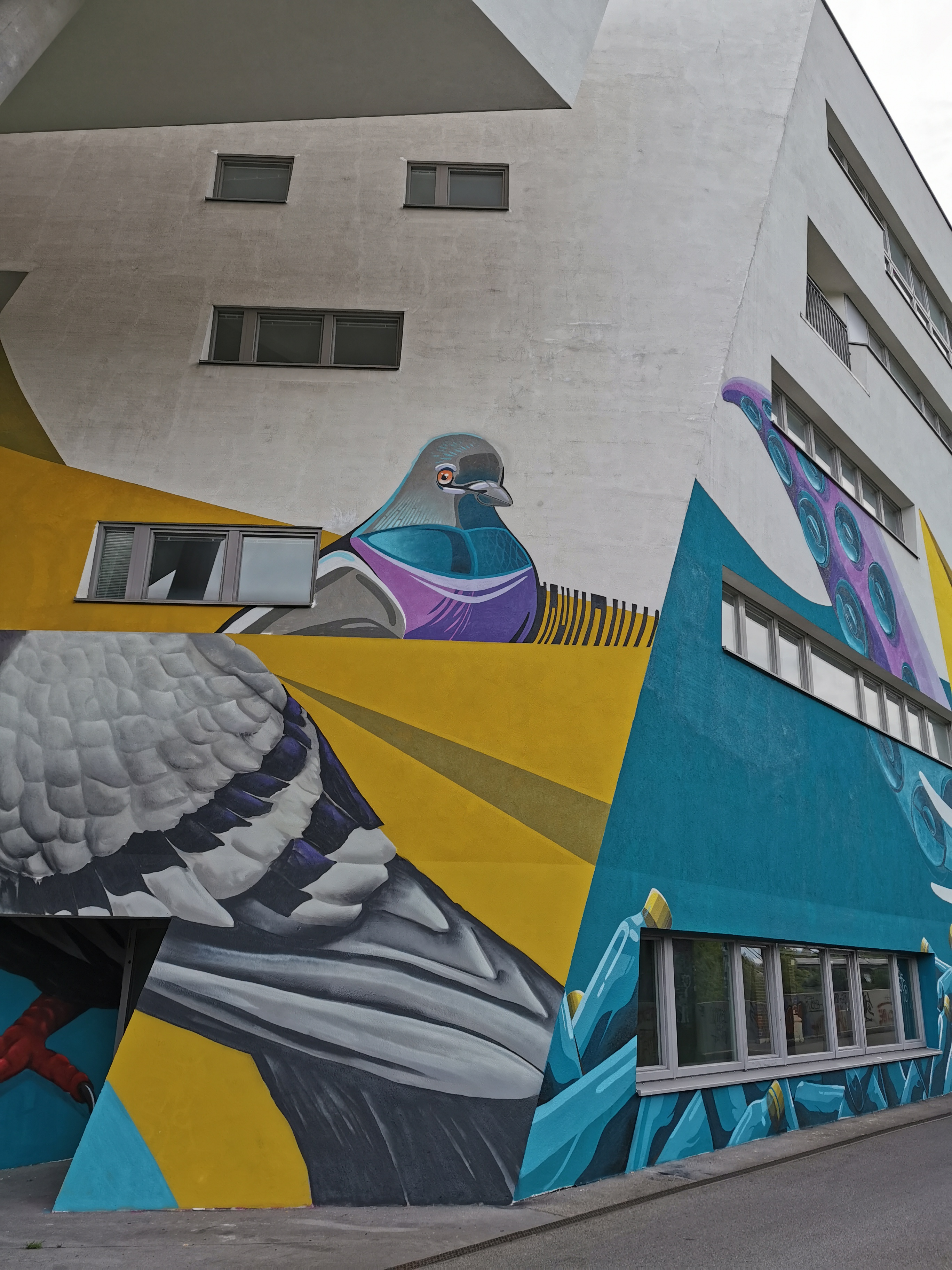